# Arbre aux houppettes
Calliandra haematocephala
Espèce
Synonymes
- Callandria inaequilatera

Classification phylogénétique
L’arbre aux houppettes (Calliandra haematocephala) est une espèce de plantes à fleurs de la famille des Fabaceae. C'est un arbuste à feuillage persistant originaire du nord de l'Amérique du Sud (Brésil, Bolivie).
Il peut atteindre 4 à 5 m de haut.
Les feuilles sont multifoliées.
Les fleurs rose portent de très longues étamines rouge vif qui apparaissent en automne et en hiver et donnent à la grappe de fleurs un aspect de houppe original.
Des cultivars donnent des fleurs blanches ou roses.

## Galerie

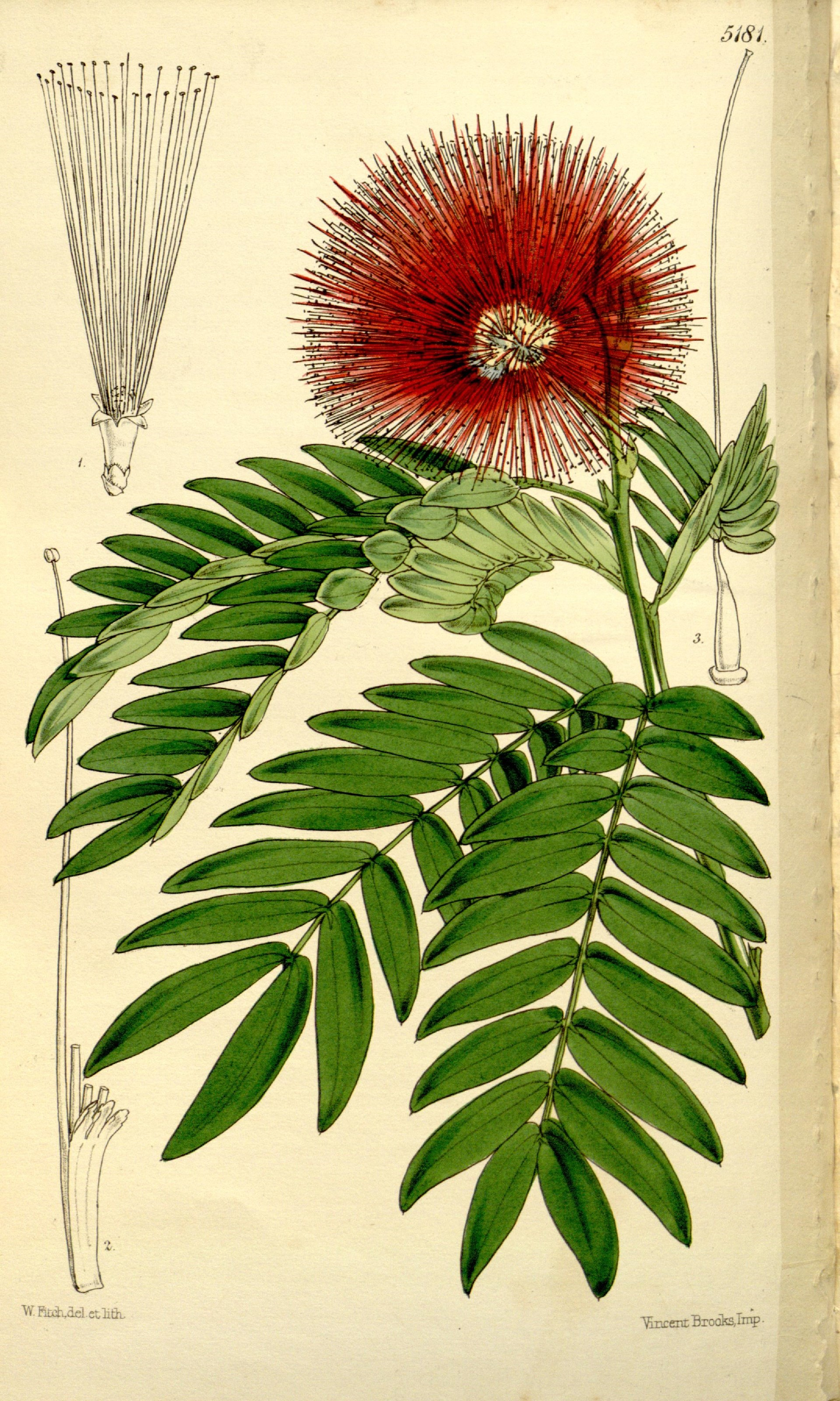
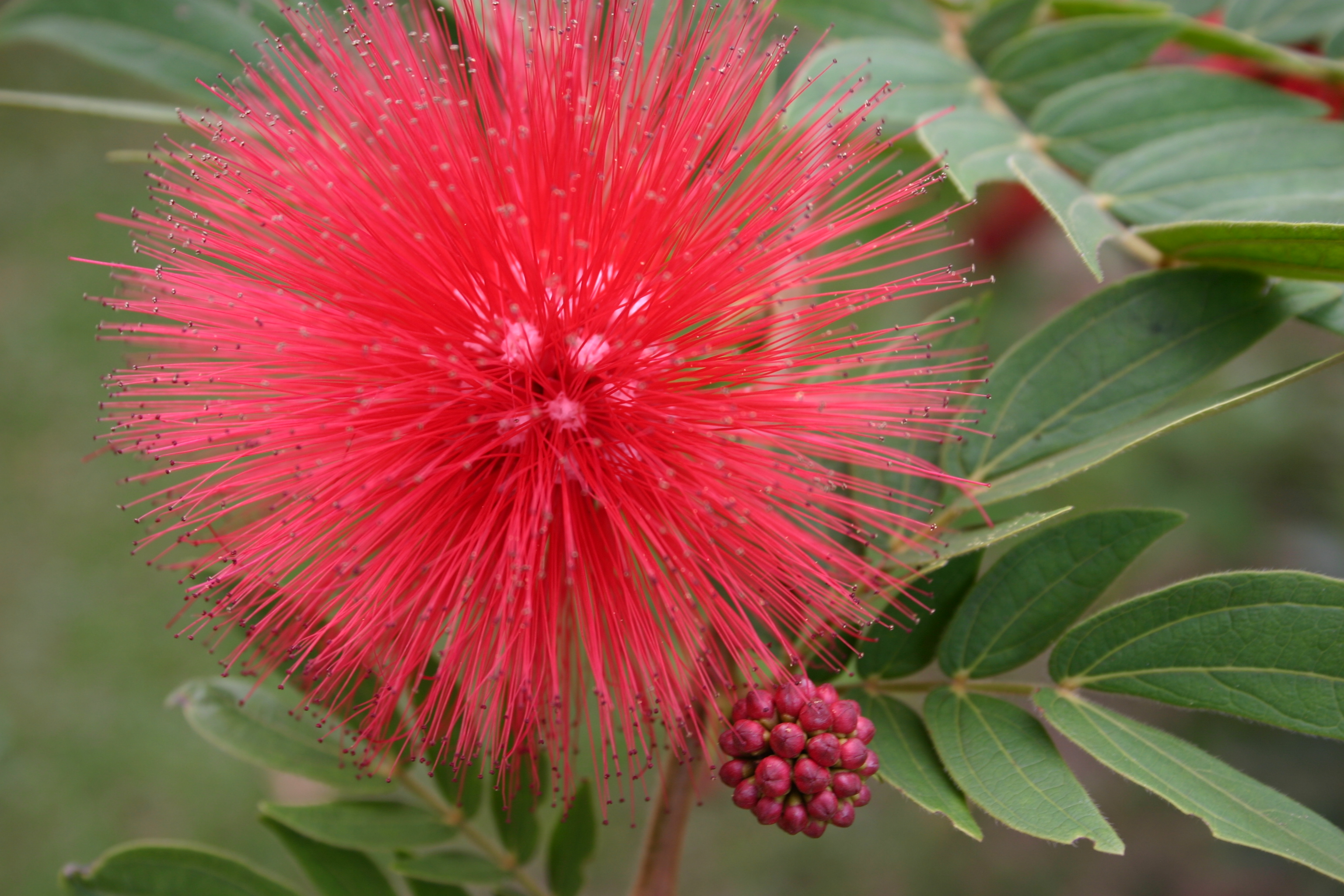
Feuilles et fleurs.
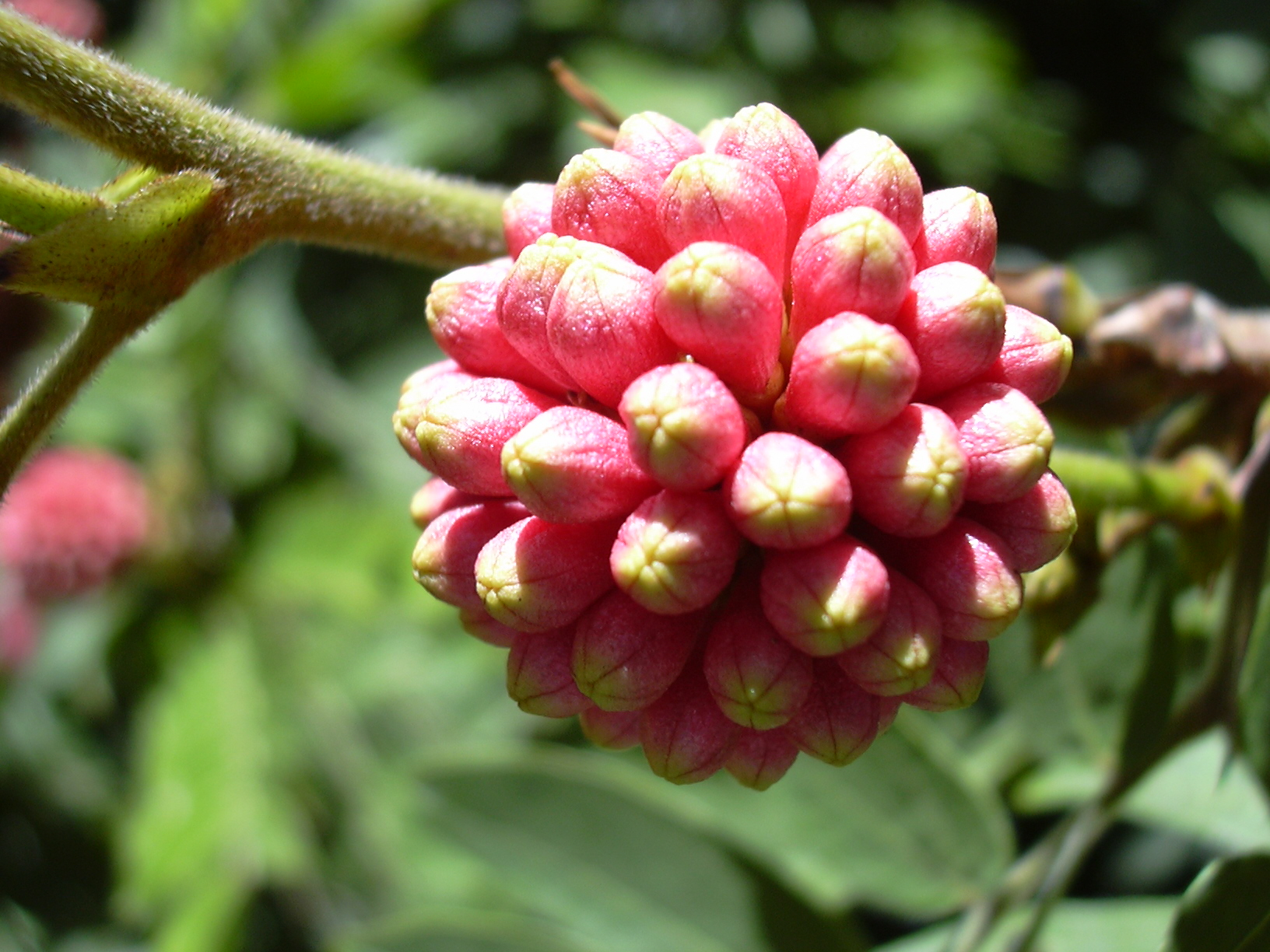
Boutons floraux.